# Pablo Sierra Madrazo
Pablo Sierra Madrazo (Santander, 3 d'octubre de 1978) és un futbolista càntabre, que ocupa la posició de migcampista.

## Carrera esportiva
Després de jugar a diversos equips de Cantàbria, entra a les files del Racing de Santander, debutant amb el primer equip la temporada 01/02. Juga 38 partits i marca 3 gols, i el club puja a primera divisió.
A la màxima categoria, el migcampista no compta per al Racing i només juga 10 partits entre 2002 i 2005. Pel mig, és cedit a l'Albacete Balompié i Córdoba CF, on signa unes actuacions positives, especialment amb els andalusos.
La temporada 05/06 juga a Segona amb el Reial Múrcia CF. Posteriorment, ha militat a la UE Lleida i a la UE Sant Andreu.